# St. Peter (Oßmannstedt)

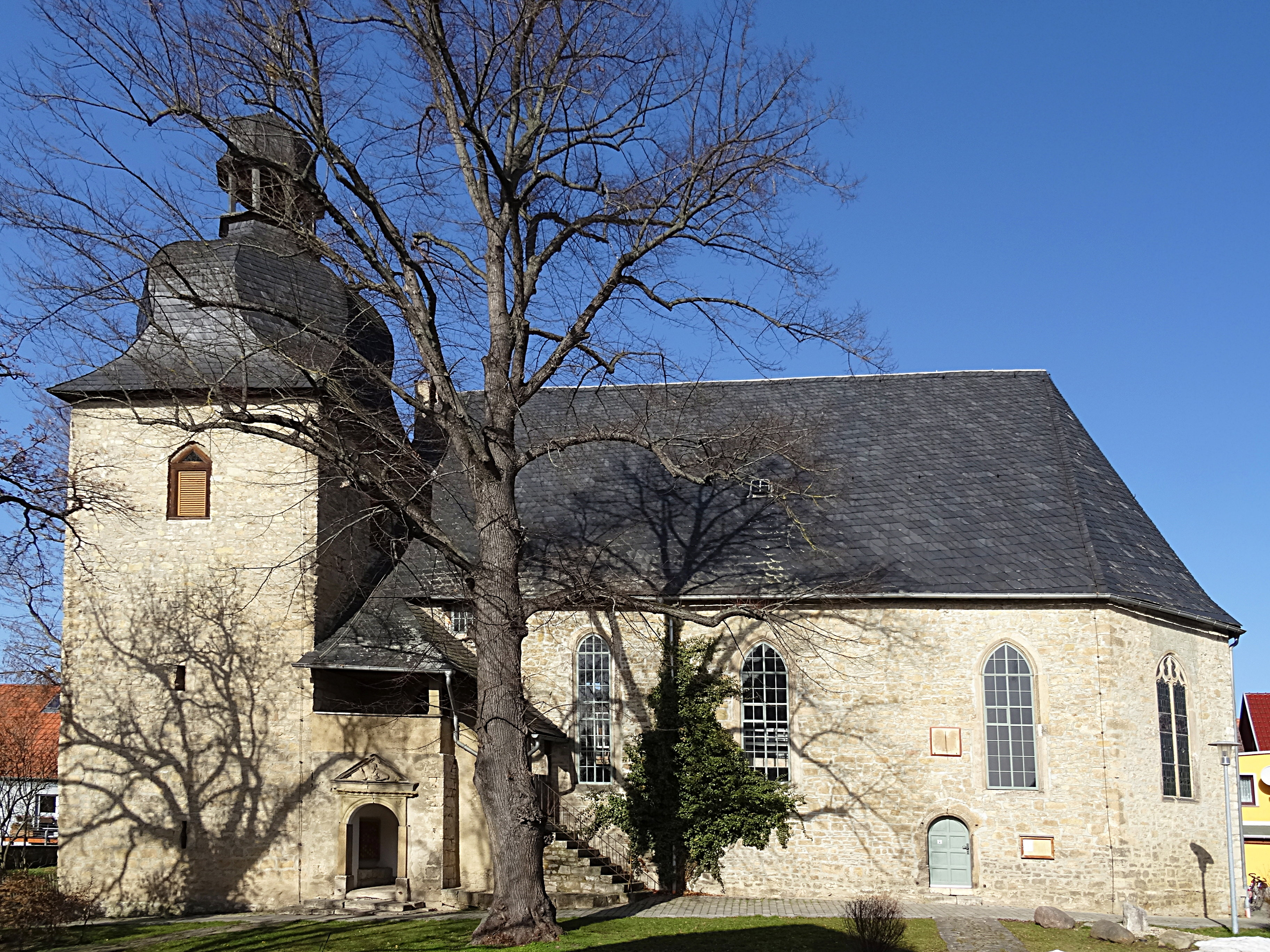
Ansicht von Süden

Die evangelische Dorfkirche St. Peter steht in der Gemeinde Oßmannstedt im Landkreis Weimarer Land in Thüringen.

## Geschichte

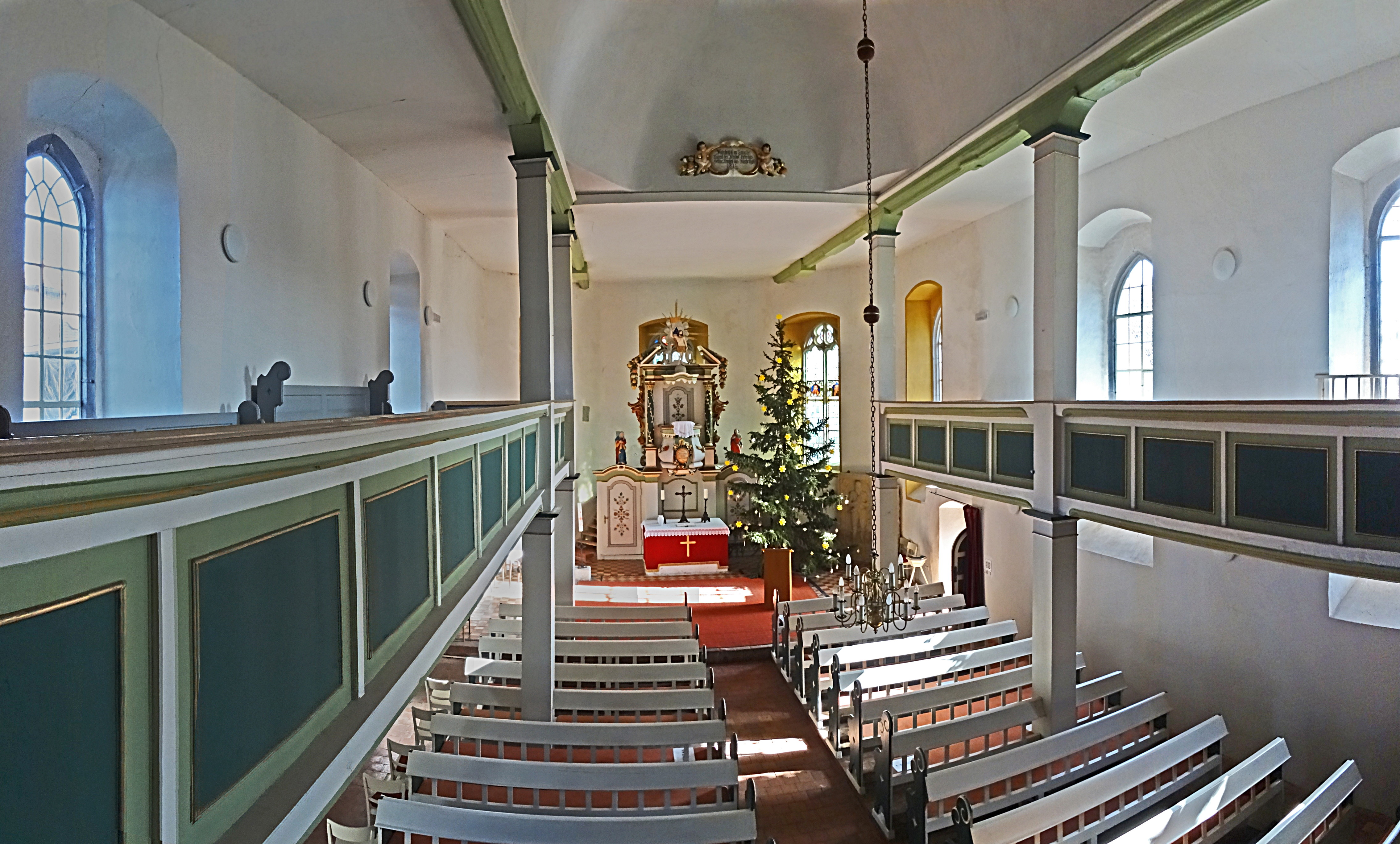
Seitenschiffe mit eingeschossigen Emporen, Mittelschiff unter Spitztonne

Schon im Jahre 1263 wurde ein Pfarrer im Ort nachgewiesen, so dass es schon eine Kirche oder Kapelle gegeben haben muss. 1297 findet sich die urkundliche Ersterwähnung der Kirche, die 1303 als Pfarrkirche bezeichnet wurde. Neben der Kirche gab es die Kapelle Oßmannstedt, die 1297 als Patronat des Marienknechtsklosters Himmelgarten in Russungen bei Nordhausen verschenkt wurde.
Die jetzige Kirche besaß mit großer Wahrscheinlichkeit einen Vorgängerbau. Das beweisen Bauteile am Kirchturm. Eine spitzbogige Tür an dessen Nordseite führt in einen gotischen Raum (vermutlich die Gruft). Der Turm hat drei Geschosse bis zur halben Dachhöhe des Kirchenschiffs. In unteren Geschossen sind Lichtspalten zu sehen, wie sie im Mittelalter üblich waren. Im zweiten Geschoss sind vier spätgotische Spitzbogenfenster erkennbar. Durch sie kamen die Glocken später in den Turm.
Im Turm hängen drei Glocken. Zwei sind aus Gusseisen im Jahr 1915 als Ersatz ausgetauscht worden. Die kleine Glocke wurde 1999 zum Erntedankfest öffentlich gegossen. Alle Glocken tragen empfehlende Inschriften.
Das spätgotische Kirchenschiff mit Spitzbogenfenstern ist 23,8 Meter lang und 9,80 Meter breit. Für das Jahr 1610 ist eine Renovierung durch Baumeister Nicolaus Deiner überliefert. Er baute die Kirche geschickt zu einer protestantischen Predigtkirche in der Form einer Emporenhalle um. Reihen hölzerner Pfeiler gliedern den Raum in drei Schiffe. Die Seitenschiffe sind flachgedeckt und in ganzer Breite mit Emporen versehen. Das Mittelschiff ist mit einem spitzbogigen hölzernen Tonnengewölbe gedeckt.

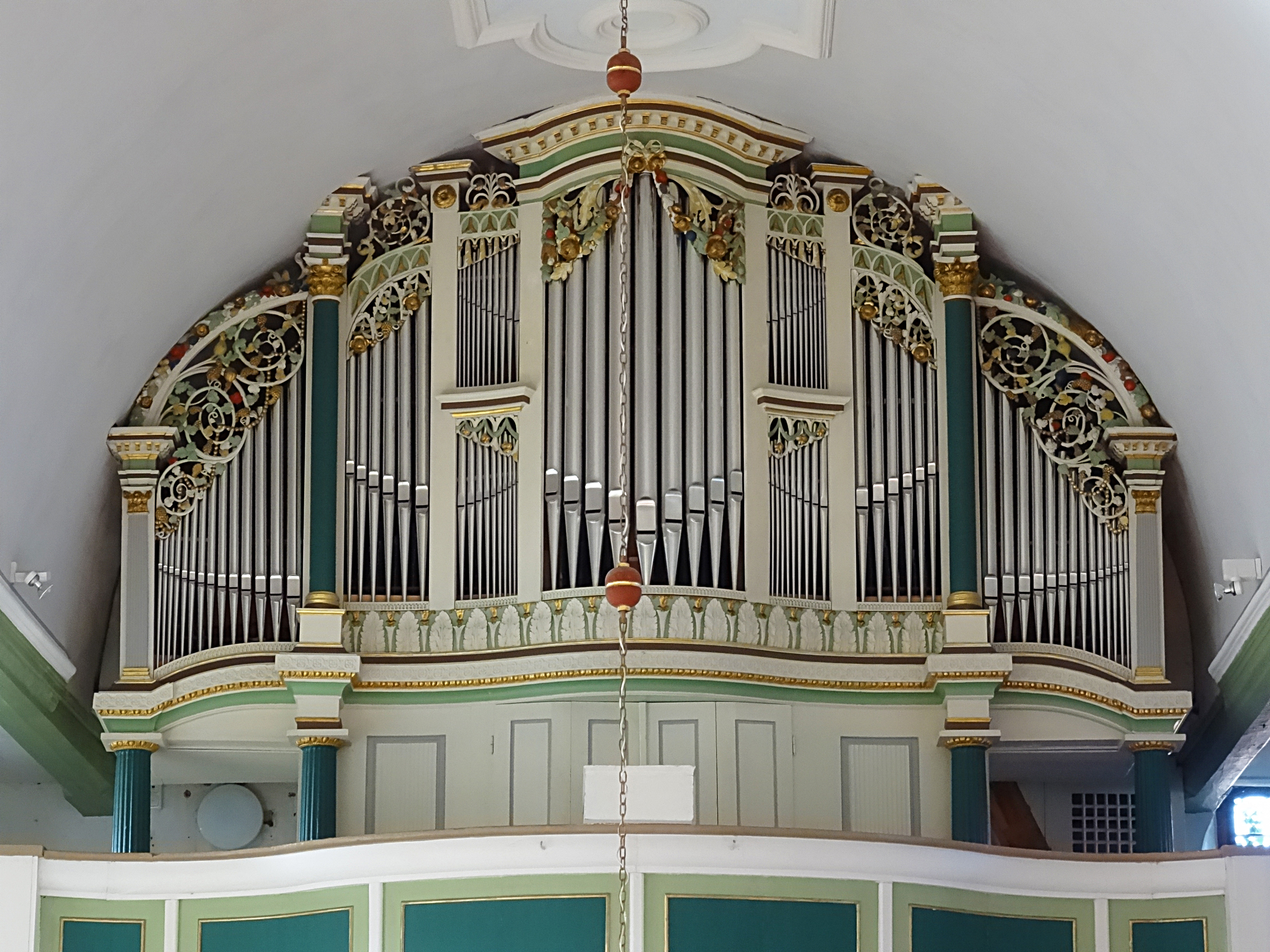
Orgel, in die Spitztonne eingepasst

Der Taufstein ist mit Engelsköpfen und Ornamenten verziert. Ein Wappenschild von Teuner ist angebracht. Über dem Taufstein hängt ein Ölgemälde als Geschenk des Jagdpächters Gimprecht.
Der barocke Kanzelbau steht hinter dem Altar aus dem 17. Jahrhundert. Figuren neben der Kanzel Maria und Johannes sowie zwei Epitaphien der Familie Harras sind zu sehen.
Die 1810 geschaffene Orgel aus der Werkstatt des Orgelbauers Johann Benjamin Witzmann aus Stadtilm auf der Westempore wurde nach der Restaurierung (Orgelbau Waltershausen) am 26. Juni 2010 wieder eingeweiht. Sie verfügt über 21 Register, die auf zwei Manuale und Pedal verteilt sind.

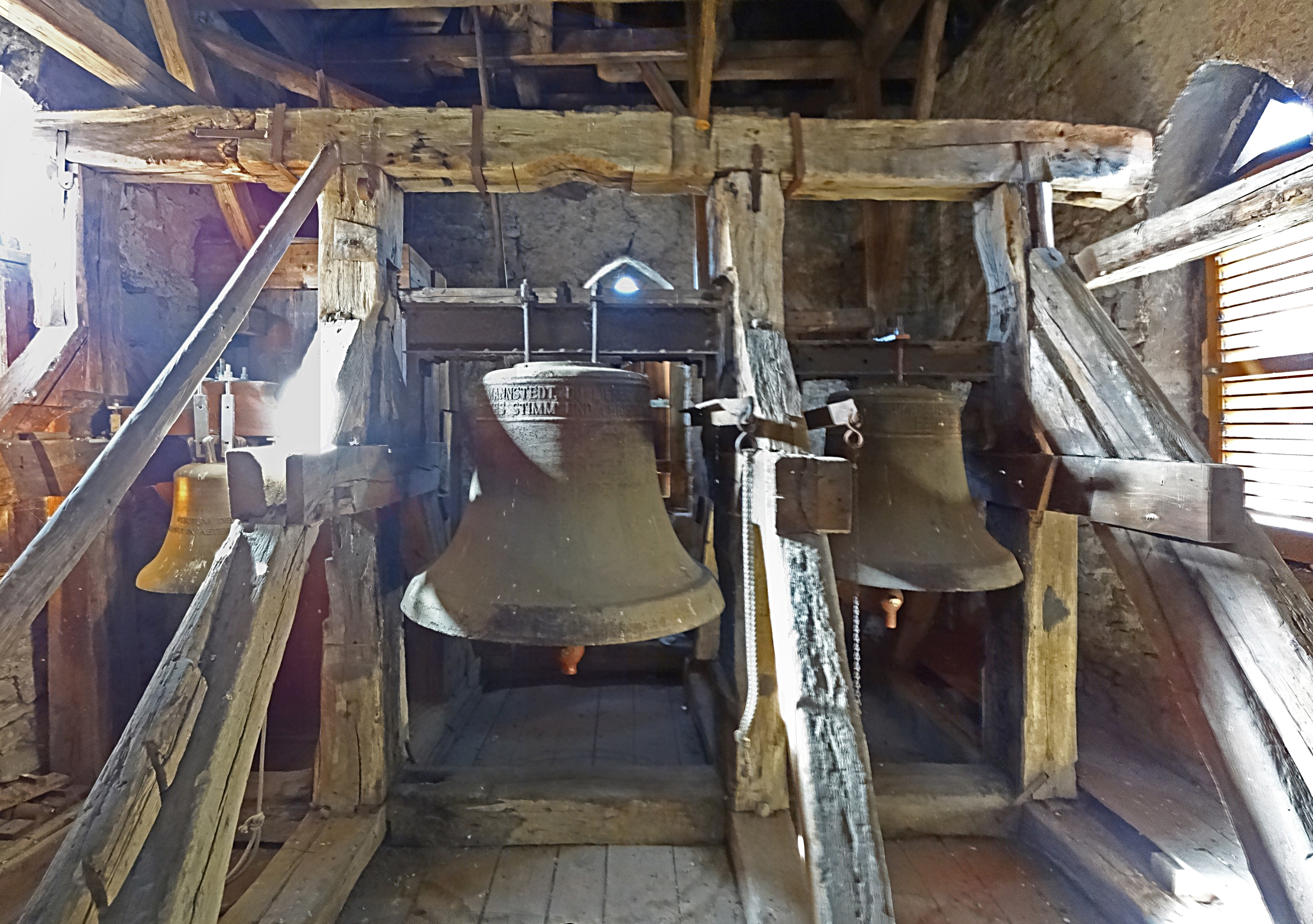
Glockenstuhl

Das Kruzifix steht im Eingangsbereich.